# Liste der Kulturdenkmäler in Biedershausen
In der Liste der Kulturdenkmäler in Biedershausen sind alle Kulturdenkmäler der rheinland-pfälzischen Ortsgemeinde Biedershausen aufgeführt. Grundlage ist die Denkmalliste des Landes Rheinland-Pfalz (Stand: 31. August 2023).

## Einzeldenkmäler
| Bezeichnung    | Lage                                                    | Baujahr | Beschreibung                                                   | Bild            |
| -------------- | ------------------------------------------------------- | ------- | -------------------------------------------------------------- | --------------- |
| Friedhofskreuz | Friedhofsweg, auf dem Friedhof Lage                     | 1897    | Friedhofskreuz, bezeichnet 1897                                | Fotos hochladen |
| Kriegerdenkmal | Rockentaler Straße, Einmündung Winterbacher Straße Lage |         | Kriegerdenkmal 1914/18, mit kleiner Grünanlage und großem Baum | Fotos hochladen |
| Quereinhaus    | Winterbacher Straße 8 Lage                              | 1907    | Quereinhaus, bezeichnet 1907                                   | Fotos hochladen |